# Tiers-Ordre franciscain
 (janvier 2012).
Si vous disposez d'ouvrages ou d'articles de référence ou si vous connaissez des sites web de qualité traitant du thème abordé ici, merci de compléter l'article en donnant les références utiles à sa vérifiabilité et en les liant à la section « Notes et références ».
Le Tiers-Ordre franciscain est une association pieuse laïque fondée en 1222 dans la ville de Bologne, en Italie, par saint François d'Assise, à la demande de personnes mariées voulant vivre à l'exemple des frères franciscains sans entrer dans un ordre religieux. Cependant, au cours de l'histoire, de nombreux groupes issus du Tiers-Ordre franciscain se sont constitués en instituts de vie consacrée. Afin de marquer plus nettement le caractère séculier des tertiaires, cette association laïque de fidèles prend, à la suite du concile Vatican II, le nom d’Ordre franciscain séculier (O.F.S.). Il compterait un peu moins de 450 000 membres en 2012.

## Fondation du tiers-ordre de Saint François
Au XIIIe siècle, François d'Assise fonde plusieurs ordres, dont les premiers sont celui des Franciscains - qui regroupe plusieurs congrégations - celui des Clarisses fondé par Sainte Claire et lui, et enfin le Tiers-Ordre franciscain, en 1222 à Bologne, à la demande d'un homme marié, Luchèse de Caggiano. Cet ordre laïc s'établit à l'initiative de personnes voulant vivre presque comme les Frères franciscains mais tout en ayant une famille.
« Le Tiers-Ordre est un Ordre séculier fondé par saint François d'Assise et approuvé par l'Église pour la sanctification de ses membres, et, par voie de conséquence, pour la régénération chrétienne de la société.
On l'appelle Tiers-Ordre parce qu'il est le troisième Ordre fondé par saint François. Le premier est celui des Frères mineurs ou franciscains (1209) ; le deuxième, celui des Pauvres Dames, ou Clarisses (1212) ; le troisième était primitivement appelé Ordre de la Pénitence (1221).
C'est un Ordre, et non pas simplement une confrérie ou une association de dévotion. C'est un Ordre séculier, c'est-à-dire qu'il est composé non de religieux astreints aux vœux monastiques, mais de personnes du monde qui s'obligent, comme des religieux, à servir Dieu et l'Église d'une manière plus parfaite et adaptée à leur condition. Le tertiaire y trouve les principaux avantages de la vie religieuse. Grâce à sa Règle, il observe plus aisément et plus complètement les préceptes du saint Évangile, et marche avec plus de sécurité sur les traces de Jésus-Christ avec saint François comme guide et protecteur. Enfin, la régénération chrétienne de la société sera le doux fruit assuré de ce perfectionnement individuel, car l'exemple est souverainement envahissant. » (extrait du Manuel des Tertiaires édité par les Capucins de Morgon : Communauté capucine d’observance traditionnelle).
On peut citer quelques tertiaires parmi beaucoup : sainte Élisabeth de Hongrie landgravine de Thuringe, saint Louis roi de France, saint Roch pèlerin, Christophe Colomb[réf. nécessaire], saint Thomas More[réf. nécessaire], Cervantes, le saint curé d'Ars, le « comte de Chambord »[réf. nécessaire], la princesse Anne de Prusse (1836-1918)[réf. souhaitée] landgravine de Hesse-Cassel-Rumpenheim, le duc d'Alençon, Zélie Martin mère de sainte Thérèse de l'Enfant-Jésus.
Un couvent de l'ordre du Tiers ordre de Saint-François existait à Paris, le couvent des moines de Picpus fondé en 1600, fermé en 1790.

### Le renouveau du Tiers-Ordre de la fin duXIXesiècleà 1945
C'est avec l'accession au pontificat en 1878 du pape Léon XIII, lui-même tertiaire de Saint François, que le Tiers-Ordre franciscain connaît un nouveau développement. Pour le septième centenaire de la naissance de saint François (1882), le pape délivre une encyclique par laquelle il invite fortement les évêques « à faire connaître et estimer à sa valeur le Tiers-Ordre ». Léon XIII considère en effet que seule « cette sainte milice de Jésus Christ » peut apporter des remèdes aux maux dont souffrent les sociétés occidentales (lutte des classes, franc-maçonnerie, individualisme). La France se couvre alors de fraternités, parfois très nombreuses (Roubaix), et les tertiaires s’engagent dans le catholicisme social. « Si le socialisme est devenu le danger imminent de notre société, le capitalisme, c’est-à-dire la prédominance injuste du capital, et les abus qui en sont résultés, sont les vraies causes du désordre social actuel », déclarent les participants au premier congrès national du Tiers-Ordre réuni à Paray-le-Monial en 1893. Cette accentuation sociale finit par inquiéter Rome, et dès le début du XXe siècle, les tertiaires sont invités à considérer le Tiers-Ordre avant tout comme « une école de perfection chrétienne ».
Pendant la première moitié du XXe siècle, les effectifs des fraternités restent importants (peut-être deux cent mille tertiaires en France dans les années vingt), mais le Tiers-Ordre s’interroge sur son avenir. Il subit de plein fouet la concurrence de l’action catholique, mieux armée pour l’apostolat ; tout en ayant conscience de son unité, il souffre d’être séparé en deux obédiences, franciscaine et capucine ; enfin, il hésite sur ce qui fait son caractère propre. Est-il, oui ou non, un Ordre religieux ? À cette époque, les tertiaires prennent un nom de religion, font leur “profession” après un temps de “noviciat”, et se font souvent enterrer avec l’habit de l’Ordre.
Plusieurs noms importants du catholicisme social français du XIXe siècle sont issus du Tiers-Ordre, comme Frédéric Ozanam (qui a publié les Fioretti du saint d’Assise), Mgr de Ségur (auteur en 1868 d’une brochure intitulée Le Tiers-Ordre de Saint-François), le père Dehon, mais aussi Marius Gonin et Adéodat Boissard, les cofondateurs des Semaines sociales . Le principal réformateur du Tiers-Ordre en France est Léon Harmel (1829-1915, devenu tertiaire en 1862), qui organise notamment à partir de 1893 de grands congrès régionaux et nationaux qui condamnent clairement les abus du capitalisme, au nom de la doctrine sociale de l’Église. La fraternité des hommes créée à Roubaix en 1892 devient une des implantations emblématiques du catholicisme social dans le monde ouvrier. Dans les cinq premières années de sa création, elle passe de 163 à 521 membres.
Pendant la seconde guerre mondiale, des franciscains s'engagent dans la résistance. En ce qui concerne la France, on peut citer en premier lieu le général Charles Delestraint, premier chef de l'Armée secrète, assassiné à Dachau en 1945, mais aussi le journaliste Aymé Guerrin, le futur général Jean Teissier de Marguerittes, qui commanda les FFI de Paris lors de la libération de Paris sous le pseudonyme de "colonel Lizé", ou encore le jeune Pierre Alviset fusillé en août 1944.

### La réforme après la seconde guerre mondiale
À la suite des mouvements qui traversent l'Église catholique au XXe siècle, notamment la réflexion sur la place des laïcs en son sein et une nécessité d'action sociale, une réforme est lancée à partir des années 1960 pour aboutir en 1978. Le 24 juin de cette année, le pape Paul VI approuve la nouvelle Règle de l'Ordre par la lettre apostolique Seraphicus Patriarca. Le Tiers-Ordre prend entretemps le nom d'« Ordre franciscain séculier » (O.F.S.).
En 1993, on comptait 354 220 tertiaires franciscains et en 2012, environ 450 000.
C'est un des tiers-ordres qui compte le plus de membres dans l’Église catholique.
Le siège de l'Ordre est installé à Assise et la cathédrale est celle de la basilique Saint-François dans la même ville (Assise).

### Emblèmes et célébrations

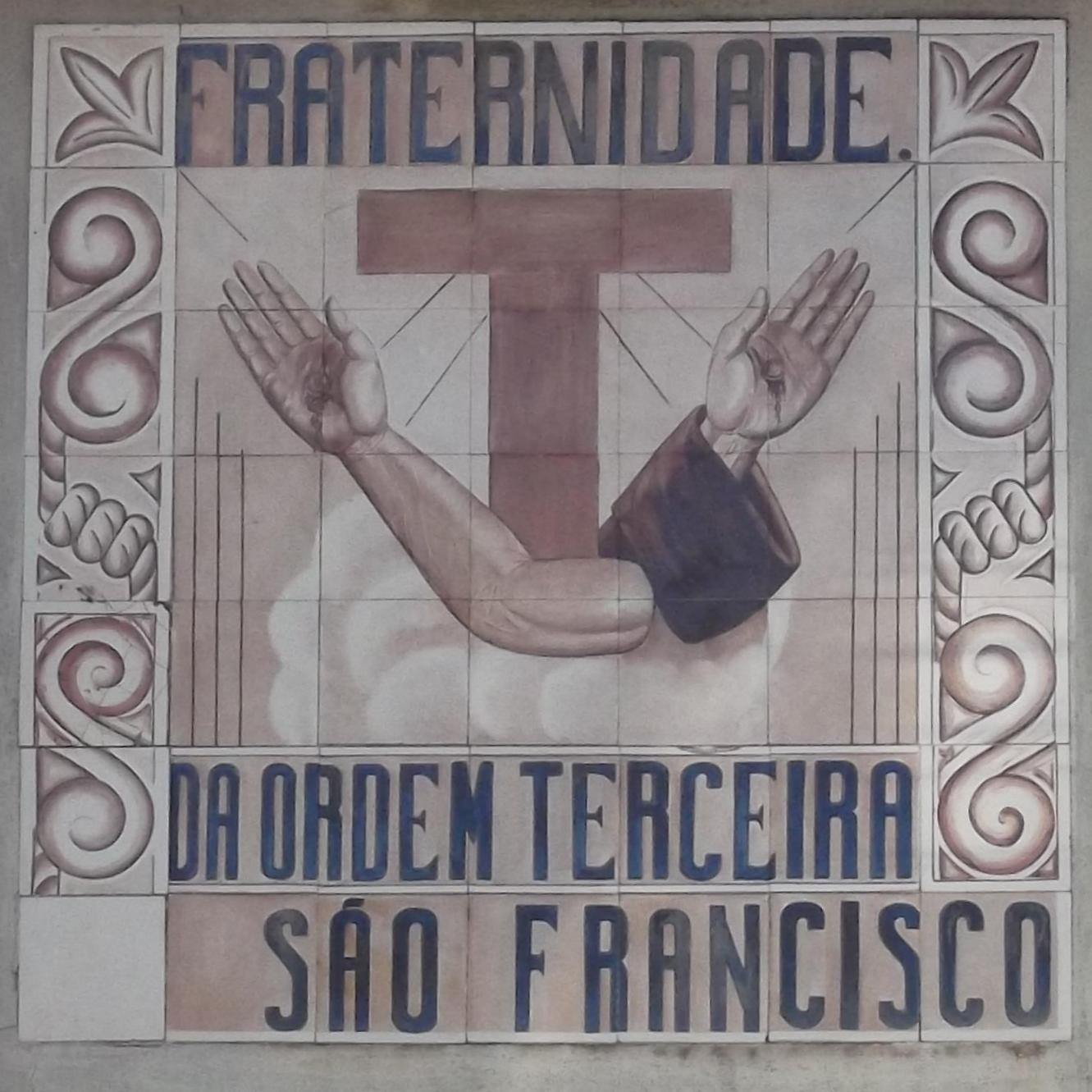
Emblème de l'Ordre Franciscain Séculier, à Petrópolis

À l'instar de tous les autres ordres franciscains, les tertiaires franciscains ont pour symbole la main stigmatisée du fondateur croisée avec celle, également stigmatisée, du Christ.
La fête des tertiaires franciscains est célébrée le 4 octobre, se confondant avec la fête de leur fondateur François d'Assise. C'est également le jour où la plupart des membres de la congrégation renouvellent leur promesse de vie évangélique dans l'esprit de pauvreté, chasteté et obéissance ainsi que leur attachement à la Règle de l'Ordre.

## Ordre séculier
Aujourd'hui, la plupart des tertiaires font partie de l'Ordre franciscain séculier.

## Ordre régulier
Au XIVe siècle, Angéline de Marsciano fonde un Tiers-Ordre régulier, proposant une vie cloîtrée dans les monastères et respectant le vœu de chasteté. Le Tiers-Ordre franciscain donne ainsi naissance à plusieurs autres congrégations.

### Congrégations religieuses issues du Tiers-Ordre franciscain

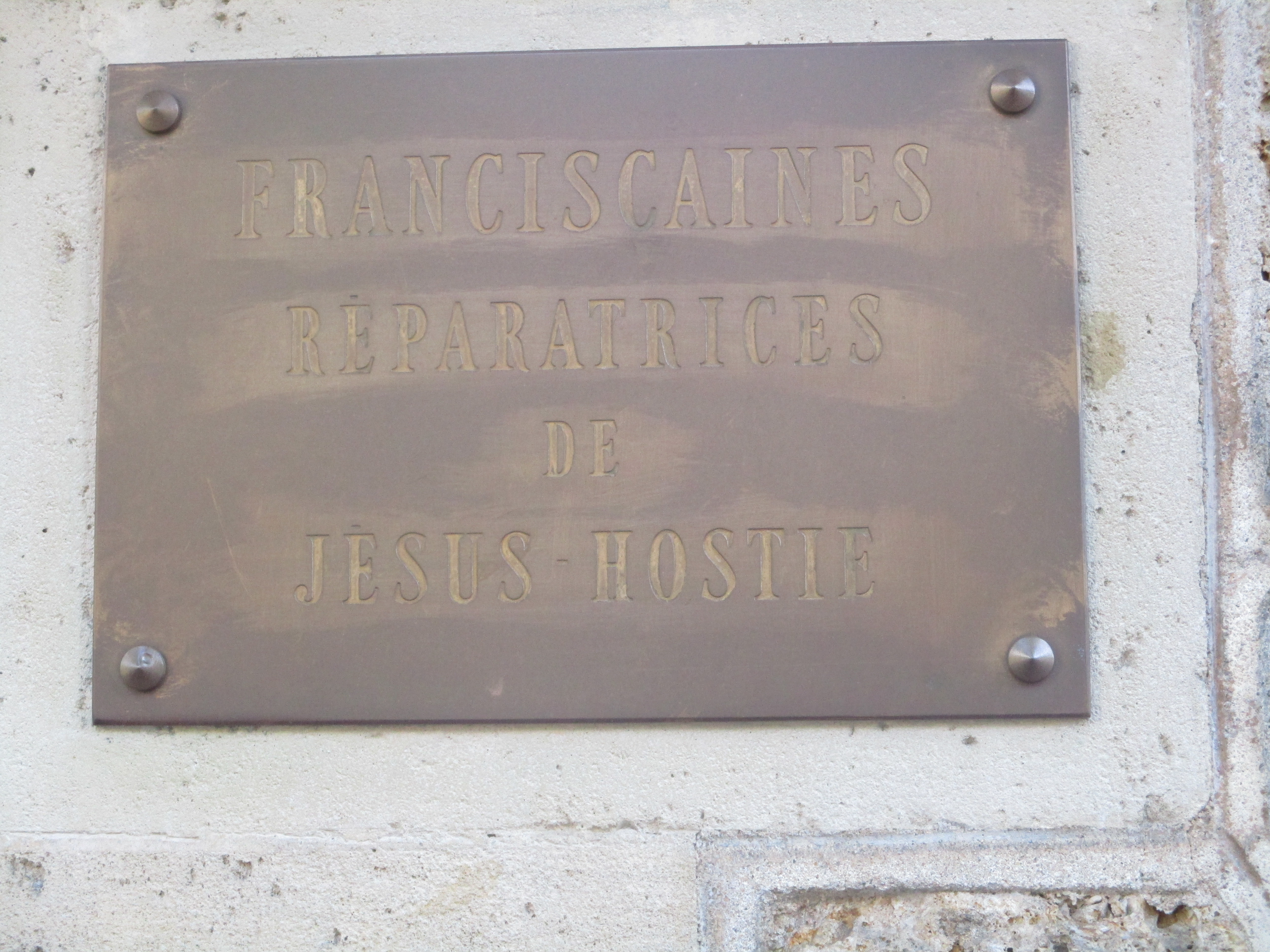
Franciscaines réparatrices de Jésus-Hostie, maison-mère à Paris.

Un grand nombre d'instituts ou congrégations masculins ou féminins ont été fondés selon la règle du Tiers-Ordre franciscain, parmi lesquels :
- Franciscains de l'Atonement : fondés en 1898 aux États-Unis par Paul Wattson.
- Doloristes : fondés en 1880 en Pologne par le Bienheureux Honorat de Biala.
- Franciscaines de l'Adoration perpétuelle : fondées en 1849 aux États-Unis par Emiliana Dix.
- Franciscaines de la Bienheureuse Vierge Marie des Anges : fondées en 1863 en Allemagne par la Bienheureuse Rosa Flesch.
- Franciscaines de Dillingen : fondées en 1241 en Souabe.
- Franciscaines missionnaires de Marie : fondées en 1877 en Inde par la Bienheureuse Marie de la Passion.
- Franciscaines réparatrices de Jésus-Hostie[14] : fondées en 1894 à Paris par le chanoine Louis Le Roux de Bretagne, vicaire à La Madeleine.
- Frères franciscains de la Sainte-Croix : fondés en 1862 en Allemagne par le Frère Pierre Wirth.
- Frères de l'Immaculée-Conception de Huijbergen : fondés en 1854 par Mgr Van Hooydonk aux Pays-Bas.
- Frères des pauvres de Saint-François-Séraphique : fondés en 1857 par Johannes Philipp Höver en Allemagne.
- Frères franciscains de Brooklyn : fondés en 1818 par Mgr John Loughlin aux États-Unis.
- Frères missionnaires de Saint François d'Assise : fondés en 1901 en Inde par Mgr Crochet.
- Sœurs de Saint Félix de Cantalice : fondées en 1855 en Pologne par la Bienheureuse Marie-Angèle Truszkowska.
- Sœurs de Saint-François d'Oldenburg : fondées en 1851 aux États-Unis par Thérèse Hackelmeir.
- Sœurs franciscaines missionnaires du Sacré-Cœur : fondées en Italie (de Gémone à Udine) en 1861 par Laure Leroux, duchesse de Beauffremont.
- Sœurs tertiaires capucines de la Sainte Famille et Frères tertiaires capucins de Notre-Dame-des-Douleurs, fondés en 1885 et 1889, en Espagne, par Louis Amigó y Ferrer.

- Frères Franciscains de l'Emmanuel, fondée en 1985 à Montréal, Canada et au Cameroun en l'an 2000. Initiateur : frère Denis-Antoine, fe

## Règle
Le Tiers-Ordre franciscain consiste à vivre comme les Franciscains. Donc, vivre dans la prière, la charité et de ne jamais utiliser une arme (mais ils doivent remplir leur devoir de conscrits quand il y a lieu, par exemple pendant les dernières guerres mondiales, quand des soldats faisaient partie du Tiers-Ordre franciscain) mais aussi de faire vœu d'appartenir à saint François d'Assise[Quoi ?].
Beaucoup de membres pieux du Tiers-Ordre respectent aussi scrupuleusement des règles volontaires applicables à tous les chrétiens : prier régulièrement, étudier le bien et le mal[Quoi ?], avoir une grande dévotion à la Passion du Christ, vivre dans l'amour du prochain, ce qui est le commandement le plus important pour n'importe quel chrétien, et vivre dans l'humilité.

## Prière
Prière destinée aux membres de l'Ordre franciscain séculier

### Articles liés
- Église Saint-François-d'Assise de Paris, construite pour célébrer le sept centième anniversaire de la création du Tiers-Ordre franciscain
- Tertiaires Capucins de Notre Dame des Douleurs